# Tonny Ahlers
Anton Christiaan „Tonny“ Ahlers (* 29. Dezember 1917 in Amsterdam; † 4. August 2000) war ein niederländischer Nationalsozialist, Kopfgeldjäger und Informant. Er gilt neben Wilhelm van Maaren, Lena Hartog und Ans van Dijk als möglicher Verräter der Familie Frank während des Zweiten Weltkrieges.

## Leben und Karriere
Er fungierte als Informant für Kurt Döring von der Amsterdamer Gestapo. Im April 1941 suchte er Otto Frank auf und erpresste ihn, weil Frank sich einem Mitarbeiter gegenüber negativ über die deutschen Besatzer geäußert hatte. In ihrer 2002 erschienenen Biografie über Otto Frank beschuldigte Carol Ann Lee ihn, Anne Frank verraten zu haben. Die Anschuldigung wurde von Ahlers’ Frau Martha bestritten, aber von anderen, die dem zwei Jahre zuvor Verstorbenen nahe standen, wie seinem Bruder Cas Ahlers und seinem Sohn Anton, bestätigt. Allerdings gab es keine direkten Beweise für die Anschuldigung und letztlich beruhten alle anklagenden Aussagen auf Aussagen von Ahlers selbst; seitens des Anne Frank Hauses in Amsterdam heißt es, „es gibt keinen Hinweis darauf, dass Ahlers von Untergetauchten im Hinterhaus wusste“. Im Jahr 1946 wurde Ahlers wegen Unterstützung der Wehrmacht und Verrat an Untergetauchten verurteilt. Er wurde in Scheveningen inhaftiert. Außerdem wurden ihm mehrere Rechte entzogen, wie das Wahlrecht und das Recht, gewählt zu werden. Er starb genau 56 Jahre nach der Verhaftung von Anne Frank und ihrer Familie am 4. August 2000.